# La doble vida de Verónica
La doble vida de Verónica (en francés titulada La double vie de Véronique, en polaco Podwójne życie Weroniki) es una película franco-polaca del año 1991 dirigida por Krzysztof Kieślowski, y coescrita por Kieślowski y Krzysztof Piesiewicz. Cuenta con la participación de la actriz Irène Jacob, y con la música de Zbigniew Preisner. Fue la primera película de Kieslowski producida parcialmente fuera de Polonia.

## Argumento
Veronika vive en Polonia y tiene una brillante carrera como cantante, pero padece una grave dolencia cardíaca. En Francia, a más de mil kilómetros, vive Véronique, otra joven idéntica que guarda muchas similitudes vitales con ella, como sus dolencias y su gran pasión por la música. Ambas, a pesar de la distancia y de no tener aparentemente ninguna relación, son capaces de sentir que no están solas.

## Premios y nominaciones
- Festival de Cannes 1991 (Francia)
  - Ganó: Premio a mejor actriz (Irène Jacob)
  - Ganó: Premio FIPRESCI (Krzysztof Kieslowski)
  - Ganó: Premio del jurado (Krzysztof Kieslowski)
  - Nominada: Palma de oro (Krzysztof Kieslowski)

- Premios César (Francia)
  - Nominada: Premio César a mejor actriz principal (Irène Jacob)
  - Nominada: Premio César a mejor música escrita para una película (Zbigniew Preisner)

- Premios Globo de Oro (Estados Unidos)
  - Nominada: Globo de Oro por mejor película de lenguaje extranjero

- Independent Spirit Awards (Estados Unidos)
  - Nominada: Mejor película extranjera

- LAFCA (Estados Unidos)
  - Ganó: Mejor música original (Zbigniew Preisner)

- National Society of Film Critics Awards (Estados Unidos)
  - Ganó: Premio a mejor película de idioma extranjero

## Elenco
- Irène Jacob: Weronika / Véronique (con voz de Anna Gornostaj en los diálogos en polaco)
- Halina Gryglaszewska: Tía
- Kalina Jędrusik: Mujer Gaudy
- Aleksander Bardini: Conductor de la orquesta
- Władysław Kowalski: Padre de Weronika
- Guillaume De Tonquédec: Serge
- Jerzy Gudejko: Antek
- Philippe Volter: Alexandre Fabbri
- Bruce Schwartz: Titiritero